# Arachnometa tuberculata
 (novembre 2021).
Genre
Espèce
Arachnometa tuberculata, unique représentant du genre Arachnometa, est une espèce fossile d'opilions à l'appartenance familiale incertaine.

## Distribution
Cette espèce a été découverte en Angleterre à Coseley. Elle date du Carbonifère.

## Description
Le spècimen décrit par Selden, Dunlop et Garwood en 2016 mesure 13,4 mm.

## Publication originale
- Petrunkevitch, 1949 : « A study of Palaeozoic Arachnida. » Transactions of the Connecticut Academy of Arts and Sciences, vol. 37, p. 69–315.